# Les Bouchoux
Les Bouchoux és un municipi francès situat al departament del Jura i a la regió de Borgonya - Franc Comtat. L'any 2007 tenia 321 habitants.

## Demografia

### Població
El 2007 la població de fet de Les Bouchoux era de 321 persones. Hi havia 136 famílies de les quals 52 eren unipersonals (28 homes vivint sols i 24 dones vivint soles), 36 parelles sense fills, 32 parelles amb fills i 16 famílies monoparentals amb fills.
La població ha evolucionat segons el següent gràfic:
Habitants censats

### Habitatges
El 2007 hi havia 211 habitatges, 135 eren l'habitatge principal de la família, 66 eren segones residències i 10 estaven desocupats. 172 eren cases i 39 eren apartaments. Dels 135 habitatges principals, 94 estaven ocupats pels seus propietaris, 35 estaven llogats i ocupats pels llogaters i 6 estaven cedits a títol gratuït; 1 tenia una cambra, 12 en tenien dues, 17 en tenien tres, 41 en tenien quatre i 64 en tenien cinc o més. 106 habitatges disposaven pel capbaix d'una plaça de pàrquing. A 55 habitatges hi havia un automòbil i a 63 n'hi havia dos o més.

### Piràmide de població
La piràmide de població per edats i sexe el 2009 era:
| Homes | Edats   | Dones |
| ----- | ------- | ----- |
| 0     | 95 o +  | 0     |
| 4     | 90 a 94 | 4     |
| 0     | 85 a 89 | 8     |
| 0     | 80 a 84 | 8     |
| 4     | 75 a 79 | 4     |
| 0     | 70 a 74 | 4     |
| 4     | 65 a 69 | 4     |
| 16    | 60 a 64 | 4     |
| 8     | 55 a 59 | 12    |
| 24    | 50 a 54 | 16    |
| 8     | 45 a 49 | 12    |
| 8     | 40 a 44 | 4     |
| 12    | 35 a 39 | 16    |
| 4     | 30 a 34 | 12    |
| 8     | 25 a 29 | 0     |
| 8     | 20 a 24 | 4     |
| 20    | 15 a 19 | 8     |
| 16    | 10 a 14 | 4     |
| 4     | 5 a 9   | 0     |
| 4     | 0 a 4   | 0     |

## Economia
El 2007 la població en edat de treballar era de 189 persones, 140 eren actives i 49 eren inactives. De les 140 persones actives 126 estaven ocupades (71 homes i 55 dones) i 14 estaven aturades (7 homes i 7 dones). De les 49 persones inactives 21 estaven jubilades, 11 estaven estudiant i 17 estaven classificades com a «altres inactius».

### Ingressos
El 2009 a Les Bouchoux hi havia 132 unitats fiscals que integraven 306,5 persones, la mediana anual d'ingressos fiscals per persona era de 16.854 €.

### Activitats econòmiques
Dels 10 establiments que hi havia el 2007, 3 eren d'empreses de construcció, 1 d'una empresa de transport, 1 d'una empresa d'hostatgeria i restauració i 5 d'entitats de l'administració pública.
Dels 4 establiments de servei als particulars que hi havia el 2009, 1 era una gendarmeria, 1 oficina de correu i 2 fusteries.
L'any 2000 a Les Bouchoux hi havia 17 explotacions agrícoles que ocupaven un total de 504 hectàrees.

## Equipaments sanitaris i escolars
El 2009 hi havia una escola elemental integrada dins d'un grup escolar amb les comunes properes formant una escola dispersa.

## Poblacions més properes
El següent diagrama mostra les poblacions més properes.